# Florent Manelli
Florent Manelli est un auteur et illustrateur français, engagé en faveur des droits des personnes LGBT+.

## Biographie
Florent Manelli découvre Andy Warhol à l’âge de 14 ans, qui suscite chez lui un intérêt pour les arts visuels .
Originaire de Perpignan, il vit au Canada puis en France.
Florent Manelli a travaillé pour diverses associations et fondations. Il a également été chroniqueur pour Radio Nova, Vivre FM, HomoMicro et présenté une série d'émissions en live sur l'application du média Brut. Il anime également des conférences et des ateliers sur les questions LGBTQI+.